# HKTBINGO!
『HKTBINGO! 〜夏、お笑いはじめました〜』（エイチケーティービンゴ なつ、おわらいはじめました）は、2018年7月17日（16日深夜）から9月25日（24日深夜）まで日本テレビで放送されていたHKT48のバラエティ番組である。

## 概要
『AKBINGO!』『NOGIBINGO!』『KEYABINGO!』『STU48のセトビンゴ!』に続く「BINGO!」シリーズの第5弾として放送されたバラエティ番組である。放送決定時は『HKTBINGO!』という番組名のみが発表されたが、初回収録・司会者公表時に『〜夏、お笑いはじめました〜』という副題が追加されている。漫才やコント、フリップ芸など「本気でお笑いに挑戦」することをテーマに、年末のお笑い賞レースにエントリーし決勝を目指していく。番組内のミニコーナー「HKT48の笑い道」は、未公開映像を含む完全版が動画配信サービスのHuluで番組とあわせて公開されている。
コンテンツプロデューサーの毛利忍によると、この番組のテーマをお笑いにした企画意図は「2017年の『女芸人No.1決定戦 THE W』でAKBグループのメンバーが出場したことが盛り上がったので、これを丸々一本の番組に出来たら」という話から始まったことだったとしている。 
レギュラー放送終了後の9月26日から10月4日にかけて、HKT48は東京・福岡で番組をベースにお笑いをメインとしたライブ（全6公演）を敢行。9月28日開催分（東京会場3日目）を中心に、ライブの模様がCSの日テレプラスで11月17日未明（16日深夜）に「HKTBINGO! LIVE 2018 お笑い賞レース予選直前! HKT48大「ネタ見せ」会&ヒットソング祭り 完全版スペシャル!」というタイトルで、初回放送が行われた。
放送期間中にどの賞レースへ参加するかに関しては明言されなかったが、後に同局の特番『女芸人No.1決定戦 THE W』へHKT48メンバーから9組エントリーしたことが明かされた。しかし、エントリーした9組全員が予選2回戦（東京）までに敗退という形で終わった。なお、この時点で番組の放送自体が終わっているため、予選の模様は『AKBINGO!』の中で放送された。

## 出演者
レギュラー
- MC：指原莉乃（MC兼プレーヤー[3]）、三四郎（小宮浩信・相田周二）
- HKT48 （メンバー・所属チームは放送当時のもの）
  - チームH：秋吉優花、上野遥、神志那結衣、兒玉遥[注 3]、駒田京伽、坂口理子、田島芽瑠、田中菜津美、田中美久、豊永阿紀、松岡菜摘、矢吹奈子
  - チームKIV：今田美奈、岩花詩乃、植木南央、運上弘菜、熊沢世莉奈、下野由貴、地頭江音々、冨吉明日香、朝長美桜、深川舞子、渕上舞、宮脇咲良、村重杏奈、本村碧唯、森保まどか
  - チームTII：荒巻美咲、今村麻莉愛、小田彩加、栗原紗英、堺萌香、坂本愛玲菜、清水梨央、武田智加、月足天音、外薗葉月、松岡はな、松本日向、宮﨑想乃、村川緋杏、山内祐奈、山下エミリー
  - 研究生：伊藤優絵瑠、石安伊、馬場彩華、松田祐実、渡部愛加里

ゲスト
- 平松政俊（第1〜3、5、9〜10回）
- 水野としあき（第1〜3、5〜6回）
- たかはC（いずれも構成作家、オーディション審査員）（第1〜4、6回）
- 今井太郎（第3、5〜6、9～10回）
- 山田一成（第4回）
- 元祖爆笑王 (第7回)
- なんぶ、西条みつとし（第9〜10回）

## 放送日程
※地上波版のみ
| 回 | 放送日  | 放送内容                                                      | HKT48の笑い道                                                      | 備考 |
| -- | ------- | ------------------------------------------------------------- | ------------------------------------------------------------------ | ---- |
| 1  | 7月17日 | HKT48全員お笑いオーディション                                 | 突然「一発ギャグやって」と言われたら? 着席前の1ボケ…いきなりお願い |      |
| 2  | 7月24日 | HKT48全員お笑いオーディション                                 | 「最近の面白い話」を突然リクエスト 着席前の1ボケ…いきなりお願い    |      |
| 3  | 7月31日 | HKT48お笑い賞レース決勝目指す!「例えツッコミ」                | 初漫才で悔し涙･･･                                                  |      |
| 4  | 8月7日  | HKT48お笑い賞レース決勝目指す!「あるあるネタ」                | 賞レース目指し「例えツッコミ」に挑戦                               |      |
| 5  | 8月14日 | HKT48お笑い賞レース決勝目指す!「大喜利でボケ」                | 今年加入の新人5人 ネタ帳つける                                     |      |
| 6  | 8月21日 | HKT48お笑い賞レース決勝目指す!「ノリツッコミ」                | 矢吹奈子コントのブレーンに!                                        |      |
| 7  | 8月28日 | HKT48お笑い賞レース決勝目指す!「プリップ芸」                  | 指原莉乃リズムネタに挑戦決定                                       |      |
| 8  | 9月4日  | HKT48お笑い賞レース決勝目指す!「お笑い問題児らがネタ挑戦SP!」 | スタジオで失敗し涙･･･ 今村麻莉愛&坂口理子                          |      |
| 9  | 9月11日 | HKT48お笑い賞レース決勝目指す!「こんな女いるいる」前半戦      | 小田彩加が描いた「HKTBINGO!」イラスト                              |      |
| 10 | 9月18日 | HKT48お笑い賞レース決勝目指す!「こんな女いるいる」後半戦      | HKT48お笑い賞レース決勝目指す!「こんな女いるいる」挑戦             |      |
| 11 | 9月25日 | HKT48お笑い賞レース予選直前! 本気のネタSP                     | 漫才裏側 「なかよし」村川緋杏&松岡はな                             |      |

## 放送期間
放送局
| 放送期間                | 放送日時                         | 放送局                                  | 対象地域   | 備考     |
| ----------------------- | -------------------------------- | --------------------------------------- | ---------- | -------- |
| 2018年7月17日 - 9月25日 | 火曜日 1:29 - 1:59（月曜日深夜） | 日本テレビ                              | 関東広域圏 | 制作局   |
| 2018年7月20日 - 9月28日 | 金曜日 0:59 - 1:29（木曜日深夜） | 福岡放送                                | 福岡県     |          |
| 2018年8月2日 - 10月18日 | 木曜日 2:29 - 2:59（水曜日深夜） | テレビ大分                              | 大分県     |          |
| 2018年11月17日          | 土曜日 0:00 - 2:30（金曜日深夜） | 日テレプラス ドラマ・アニメ・音楽ライブ | 日本全国   | [ 注 4 ] |

ネット配信
| 配信期間                | 配信日時           | 配信元 | 備考 |
| ----------------------- | ------------------ | ------ | ---- |
| 2018年7月17日 - 9月25日 | 地上波放送終了直後 | Hulu   |      |

## スタッフ
- 企画プロデュース：秋元康
- 構成：三田卓人、平出尚人、平川達矢
- TM：木村博靖
- SW：萩野高康
- カメラ：中村哲也
- 音声：宮内貞
- VE：牛山敏彦
- LD：高橋正彦
- 美術プロデューサー：大川朋子、栗原和也
- デザイン：北村春美
- 大道具：永瀬雅俊
- 小道具：伊沢英樹
- 衣装：栗田佐智子
- 技術協力：NiTRo
- 美術協力：日テレアート
- 編集：川尻一弘（イカロス）
- MA：中川弘徳（イカロス）
- 音効：伊藤匡祐（Thee BLUEBEAT）
- TK：山沢啓子
- CG：斉藤良浩
- 企画協力：窪田康志（AKS）、佐野裕一（田辺音楽出版）
- AP：東野真有、入江将也
- デスク：当田駒子
- AD：石川正人、荒井悠希、松本奈々、波多野詩織、下里はつみ、藤田博行
- ディレクター：奥村竜、齊藤篤史、小澤博之、長沼秀幸、萩原博喜、吉岡大介、平澤賢宗
- 演出：渡邊政次
- コンテンツプロデューサー：毛利忍、植野浩之
- プロデューサー：大友有一、井原亮子、相澤幸一、柴田雅美、日下潤
- チーフプロデューサー：納富隆治
- 企画制作：日本テレビ
- 制作協力：えすと、acro
- 製作著作：「HKTBINGO!」製作委員会（切田美伸、土岐洋久、川西康代、山王丸和恵、松瀬真一朗、中村好佑）

## 関連商品
| リリース日    | タイトル             | レーベル | 規格品番   | 形態   | 封入特典                                                                                                  | 収録映像                                                                                                |
| ------------- | -------------------- | -------- | ---------- | ------ | --- | --- |
| 2019年1月25日 | HKTBINGO DVD-BOX     | vap      | VPBF-14767 | 初回版 | フォトブックレット、生写真3種ランダム封入(全21種)、抽選応募ハガキ(サイン入りチェキ・番組ポスター合計50種) | 全放送、メイキング映像、ゆびBINGO!グランプリ、メンバー同士で撮影!「HKTカメラ」                          |
| 2019年1月25日 | HKTBINGO Blu-ray-BOX | vap      | VPXF-71658 | 通常版 | フォトブックレット、生写真3種ランダム封入(全21種)、抽選応募ハガキ(サイン入りチェキ・番組ポスター合計50種) | 全放送、メイキング映像、ゆびBINGO!グランプリ、メンバー同士で撮影!「HKTカメラ」、「笑い道」完全版 全11回 |